# Annapolis (Missouri)
Annapolis è un comune (city) degli Stati Uniti d'America della contea di Iron nello Stato del Missouri. La popolazione era di 345 persone al censimento del 2010.

## Geografia fisica
Annapolis è situata a 37°21′36″N 90°41′50″W (37.359993, -90.697123).
Secondo lo United States Census Bureau, ha un'area totale di 0,37 miglia quadrate (0,96 km²).

## Storia
Annapolis fu progettata nel 1871, e secondo la tradizione, prende il nome da Anna Allen, la moglie di un funzionario delle ferrovie. Il nome potrebbe essere un'ispirazione dalla città di Annapolis, la capitale del Maryland. Un ufficio postale chiamato Annapolis era in funzione dal 1871.
Annapolis fu distrutta dal grande Tri-State Tornado nel 1925.

## Società

### Evoluzione demografica
Secondo il censimento del 2010, c'erano 345 persone.

### Etnie e minoranze straniere
Secondo il censimento del 2010, la composizione etnica della città era formata dal 99,13% di bianchi, lo 0,29% di nativi americani, lo 0,29% di altre etnie, e lo 0,29% di due o più etnie. Ispanici o latinos di qualunque etnia erano lo 0,87% della popolazione.